# FC Den Helder
FC Den Helder is een voetbalclub uit de Noord-Hollandse stad Den Helder. De club is uit een fusie opgericht op 1 juli 2001. Het eerste elftal komt uit in de Derde klasse zondag (2023/24). FC Den Helder speelt haar wedstrijden op sportpark De Streepjesberg.
De club ontstond stapsgewijs uit een fusie tussen HRC, HFC Helder, WGW en SV Watervogels en geldt als de grootste voetbalvereniging van Den Helder.

## Geschiedenis

### Officiële oprichting en de eerste jaren (2001–2009)
Eind jaren 90 initieerde de gemeente Den Helder fusiegesprekken met de afdelingen van de roemrijke clubs HFC Helder en HRC met als doel voetbal op hoog niveau in Den Helder te kunnen blijven garanderen. HRC was de grootste van de twee clubs, maar kende een sportieve neergang. Daardoor werd in de zomer van 2001 de fusie tussen de twee rivalen een feit en werd FC Den Helder opgericht. Geïnspireerd door de sterke resultaten van het Helders voetbalelftal en na aandringen van de gemeente, besloten de Helderse clubs WGW (in 2009) en SV Watervogels (in 2012) ook op te gaan in fusieclub FC Den Helder om de ambities van de Helderse voetballiefhebbers te verwezenlijken. De thuisbasis van de fusieclub werd het HRC-terrein op De Streepjesberg, die met haar imponerende hoofdtribune de grootste capaciteit had. De oprichtingsdatum van HFC Helder, 1909, werd daarbij aangehouden als de oorspronkelijke oprichtingsdatum van de nieuwe fusieclub.
Voor het nieuwe seizoen 2001/2002 werd FC Den Helder ingeschreven in Derde klasse van de KNVB, waarin de club de plaats van HFC Helder innam. De eerste trainer van de fusieclub werd Jitze Bosma.
In 2004 werd trainer Marius Privée aangesteld om de club naar succes te leiden. Aan het eind van het seizoen 2007/2008 kondigde trainer Marius Privée zijn vertrek aan, om in het vervolg aan de slag te gaan bij de KNVB als assistent van bondscoach Vic Hermans bij het Nederlands futsalteam. Peter Klausener werd aangesteld als zijn vervanger.

### 100-jarig bestaan (2009)
In de loop der jaren heeft FC Den Helder veel belangrijke wedstrijden gespeeld. Enkele van deze wedstrijden springen daar weer met kop en schouders bovenuit. Een van deze memorabele wedstrijden was de streekderby tegen de landskampioen AZ Alkmaar op 23 juni 2009.

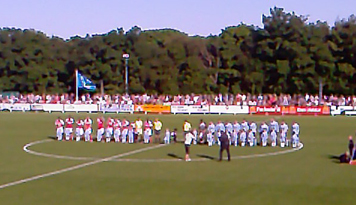
AZ - FC Den Helder, 23 juni 2009.

Ter ere van het 100-jarig bestaan van de fusieclub speelde de AZ onder leiding van trainer Ronald Koeman haar eerste wedstrijd van het seizoen 2009/10 op sportcomplex De Streepjesberg. Met de uitblinkende doelman Maarten Kistenmacher aan Helderse zijde, hielden De Nieuwediepers tot de rust de schade met 0-2 beperkt. In de tweede helft incasseerde FC Den Helder 5 tegentreffers van de Eredivisionist. Doelpunten werden gemaakt door Ari, Kees Luijckx, Ali Messaoud (drie keer), Roland Alberg en Jonathas. Ondanks de verloren wedstrijd, werd door burgemeester Kees Vriesman de zilveren erepenning van de stad Den Helder uitgereikt aan het bestuur, ter gelegenheid van het 100-jarig bestaan van FC Den Helder.

### Het Helders kampioenschap (2017)
Voorafgaand aan het voetbalseizoen 2017/18 werd er tussen de clubs uit de gemeente Den Helder gestreden om het Helders kampioenschap. Met een tweede plaats in de groepsfase plaatste FC Den Helder zich voor de finale. In de finale tegen JVC Julianadorp won de club nipt met 3–2 de beslissingsstrijd en kroonde zich daarmee tot kampioen van Den Helder. Hoewel de clubs die zijn opgegaan in het huidige FC Den Helder, zoals HFC Helder, WGW en HRC deze prijs al eens eerder wonnen, was het de eerste Helderse titel voor FC Den Helder als fusieclub. In 2018 won FC Den Helder wederom het stadskampioenschap door de finale ditmaals ruim met 6–1 te winnen van HCSC.
Het tweede elftal van FC Den Helder speelde in het seizoen 2018/19 playoffs voor lijfsbehoud. Hierin won het tweede team in juni 2019 met 4–2 van tegenstander VSV. Door een samenwerkingsverband met het lokale asielzoekerscentrum, speelde de pas gearriveerde Gambiaan Sainey Trawally als invaller mee en wist hij met zijn doelpunt en assists de wedstrijd een 0–2 achterstand om te buigen naar de 4–2 overwinning. Achteraf bleek Trawally een profvoetballer die dat seizoen nog onder contract stond bij de Italiaanse club Virtus Entella uit de Serie C en dus niet-speelgerechtigd was in Nederland. Hoewel Trawally wel als spelend lid aangemeld was bij de KNVB, kreeg FC Den Helder wel een boete vanwege het niet naleven van de internationale regels. Eveneens werd de overwinning in een reglementaire nederlaag omgezet en degradeerde het tweede team naar de Tweede Klasse.
In het seizoen 2022/23 eindigde FC Den Helder op de tiende plaats en degradeerde naar de Derde klasse, nadat ze in een promotie/degradatie duel met 6–2 verloor van Schagen United.

## Stamboom
|  |  | Leonidas (voor sep 1907) | Leonidas (voor sep 1907) | Leonidas (voor sep 1907) | Leonidas (voor sep 1907) | Leonidas (voor sep 1907) | Leonidas (voor sep 1907) |                          |                          | Hard Gaat Ie (01 sep 1907)       | Hard Gaat Ie (01 sep 1907) | Hard Gaat Ie (01 sep 1907) | Hard Gaat Ie (01 sep 1907) | Hard Gaat Ie (01 sep 1907) | Hard Gaat Ie (01 sep 1907) |                             |  | NWD (Concordiaan) (1919) | NWD (Concordiaan) (1919) | NWD (Concordiaan) (1919)                   | NWD (Concordiaan) (1919) | NWD (Concordiaan) (1919) | NWD (Concordiaan) (1919) |  |  | VV Victori (aug 1915) | VV Victori (aug 1915) | VV Victori (aug 1915) | VV Victori (aug 1915) | VV Victori (aug 1915) | VV Victori (aug 1915) |  |  | SC Den Helder (aug 1915) | SC Den Helder (aug 1915) | SC Den Helder (aug 1915) | SC Den Helder (aug 1915) | SC Den Helder (aug 1915) | SC Den Helder (aug 1915) |  |  |
|  |  | Leonidas (voor sep 1907) | Leonidas (voor sep 1907) | Leonidas (voor sep 1907) | Leonidas (voor sep 1907) | Leonidas (voor sep 1907) | Leonidas (voor sep 1907) |                          |                          | Hard Gaat Ie (01 sep 1907)       | Hard Gaat Ie (01 sep 1907) | Hard Gaat Ie (01 sep 1907) | Hard Gaat Ie (01 sep 1907) | Hard Gaat Ie (01 sep 1907) | Hard Gaat Ie (01 sep 1907) |                             |  | NWD (Concordiaan) (1919) | NWD (Concordiaan) (1919) | NWD (Concordiaan) (1919)                   | NWD (Concordiaan) (1919) | NWD (Concordiaan) (1919) | NWD (Concordiaan) (1919) |  |  | VV Victori (aug 1915) | VV Victori (aug 1915) | VV Victori (aug 1915) | VV Victori (aug 1915) | VV Victori (aug 1915) | VV Victori (aug 1915) |  |  | SC Den Helder (aug 1915) | SC Den Helder (aug 1915) | SC Den Helder (aug 1915) | SC Den Helder (aug 1915) | SC Den Helder (aug 1915) | SC Den Helder (aug 1915) |  |  |
|  |  |                          |                          |                          |                          |                          |                          |                          |                          |                                  |                            |                            |                            |                            |                            |                             |  |                          |                          |                                            |                          |                          |                          |  |  |                       |                       |                       |                       |                       |                       |  |  |                          |                          |                          |                          |                          |                          |  |  |
|  |  |                          |                          |                          |                          |                          |                          |                          |                          |                                  |                            |                            |                            |                            |                            |                             |  |                          |                          |                                            |                          |                          |                          |  |  |                       |                       |                       |                       |                       |                       |  |  |                          |                          |                          |                          |                          |                          |  |  |
|  |  |                          |                          |                          |                          |                          |                          |                          |                          | HB & ZVS (april 1901 - feb 1919) |                            |                            |                            |                            |                            |                             |  |                          |                          |                                            |                          |                          |                          |  |  |                       |                       |                       |                       |                       |                       |  |  |                          |                          |                          |                          |                          |                          |  |  |
|  |  |                          |                          |                          |                          |                          |                          |                          |                          |                                  |                            |                            |                            |                            |                            |                             |  |                          |                          |                                            |                          |                          |                          |  |  |                       |                       |                       |                       |                       |                       |  |  |                          |                          |                          |                          |                          |                          |  |  |
|  |  |                          |                          |                          |                          |                          |                          |                          |                          |                                  |                            |                            |                            |                            |                            |                             |  |                          |                          |                                            |                          |                          |                          |  |  |                       |                       |                       |                       |                       |                       |  |  |                          |                          |                          |                          |                          |                          |  |  |
|  |  |                          |                          |                          |                          | HFC Helder (01 jun 1909) | HFC Helder (01 jun 1909) | HFC Helder (01 jun 1909) | HFC Helder (01 jun 1909) | HFC Helder (01 jun 1909)         | HFC Helder (01 jun 1909)   |                            |                            |                            |                            |                             |  |                          |                          |                                            |                          |                          |                          |  |  | HRC (18 mei 1920)     | HRC (18 mei 1920)     | HRC (18 mei 1920)     | HRC (18 mei 1920)     | HRC (18 mei 1920)     | HRC (18 mei 1920)     |  |  |                          |                          |                          |                          |                          |                          |  |  |
|  |  |                          |                          |                          |                          | HFC Helder (01 jun 1909) | HFC Helder (01 jun 1909) | HFC Helder (01 jun 1909) | HFC Helder (01 jun 1909) | HFC Helder (01 jun 1909)         | HFC Helder (01 jun 1909)   |                            |                            |                            |                            |                             |  |                          |                          |                                            |                          |                          |                          |  |  | HRC (18 mei 1920)     | HRC (18 mei 1920)     | HRC (18 mei 1920)     | HRC (18 mei 1920)     | HRC (18 mei 1920)     | HRC (18 mei 1920)     |  |  |                          |                          |                          |                          |                          |                          |  |  |
|  |  |                          |                          |                          |                          |                          |                          |                          |                          |                                  |                            |                            |                            |                            |                            |                             |  |                          |                          |                                            |                          |                          |                          |  |  |                       |                       |                       |                       |                       |                       |  |  |                          |                          |                          |                          |                          |                          |  |  |
|  |  |                          |                          |                          |                          |                          |                          |                          |                          |                                  |                            | WGW (19 jul 1947 – 2009)   |                            |                            |                            |                             |  |                          |                          |                                            |                          |                          |                          |  |  |                       |                       |                       |                       |                       |                       |  |  |                          |                          |                          |                          |                          |                          |  |  |
|  |  |                          |                          |                          |                          |                          |                          |                          |                          |                                  |                            |                            |                            |                            |                            |                             |  |                          |                          |                                            |                          |                          |                          |  |  |                       |                       |                       |                       |                       |                       |  |  |                          |                          |                          |                          |                          |                          |  |  |
|  |  |                          |                          |                          |                          |                          |                          |                          |                          |                                  |                            |                            |                            |                            |                            |                             |  |                          |                          |                                            |                          |                          |                          |  |  |                       |                       |                       |                       |                       |                       |  |  |                          |                          |                          |                          |                          |                          |  |  |
|  |  |                          |                          |                          |                          |                          |                          |                          |                          |                                  |                            |                            |                            |                            |                            |                             |  |                          |                          | SV Watervogels (21 nov 1931 - 1 juli 2013) |                          |                          |                          |  |  |                       |                       |                       |                       |                       |                       |  |  |                          |                          |                          |                          |                          |                          |  |  |
|  |  |                          |                          |                          |                          |                          |                          |                          |                          |                                  |                            |                            |                            |                            |                            |                             |  |                          |                          |                                            |                          |                          |                          |  |  |                       |                       |                       |                       |                       |                       |  |  |                          |                          |                          |                          |                          |                          |  |  |
|  |  |                          |                          |                          |                          |                          |                          |                          |                          |                                  |                            |                            |                            |                            |                            |                             |  |                          |                          |                                            |                          |                          |                          |  |  |                       |                       |                       |                       |                       |                       |  |  |                          |                          |                          |                          |                          |                          |  |  |
|  |  |                          |                          |                          |                          |                          |                          |                          |                          |                                  |                            |                            |                            |                            |                            | FC Den Helder (1 juli 2001) |  |                          |                          |                                            |                          |                          |                          |  |  |                       |                       |                       |                       |                       |                       |  |  |                          |                          |                          |                          |                          |                          |  |  |

## Competitieresultaten

### Zaterdag 2002–2003
| 1 3A |

| 10 2A |

| Tweede klasse | Derde klasse |

### Zondag 2002–2024
| 4 3A |

| 5 3A |

| 12 3A |

| 9 4A |

| 4 4A |

| 2 4A |

| 12 3A |

| 5 4A |

| 2 3A |

| 8 2A |

| 13 2A |

| 3 3A |

| 13 2A |

| 1 3A |

| 14 2A |

| 5 3A |

| 1 3A |

| 3 2A |

| - 2A |

| - 2A |

| 4 2A |

| 10 2A |

| 3 3A |

| Tweede klasse | Derde klasse | Vierde klasse |

In elke staaf van de grafiek staat van boven naar beneden vermeld: 
- Eindnotering

Dit is de positie die de club heeft bereikt in de competitie, zonder eventuele beslissings-, play-off- of nacompetitiewedstrijden die nodig zijn geweest om bijvoorbeeld de kampioen van de competitie te bepalen.
Indien een * achter het getal staat is de notering een tussenstand en kan het zijn dat de notering niet overeenkomt met de uiteindelijke eindstand van de competitie.
Staat er een - dan is het seizoen nog bezig en is er geen definitieve uitslag bekend.
Staat er xx op de positie van de notering, dan heeft de club vroegtijdig de competitie verlaten. Dit kan onder andere komen door terugtrekking van het team, faillissement van de club of door een uitgedeelde straf van de KNVB. In veel gevallen staat elders in het artikel de reden vermeld.
Staat er een ? dan is het resultaat uit het verleden onbekend, en is alleen de competitie of het niveau bekend van dat seizoen.
In de seizoenen 2019/20 en 2020/21 werd wegens de coronacrisis het amateurvoetbal afgebroken. Daardoor kennen deze staven geen eindklassering (middels -- weergegeven).
- Competitieniveau en afdelingsletter of Officiële eindstand Eredivisie
  - Competitieniveau en afdelingsletter

Hierbij geeft het getal het niveau weer, dat ook terug te vinden is in de legenda. De letter is de afdelingsaanduiding en wordt gebruikt wanneer er meer afdelingen zijn op hetzelfde niveau. De afdelingsletter is altijd een hoofdletter en wordt meestal zonder nummer gebruikt.
Voorbeeld: 2F is niveau 2e klasse competitie F.
Het competitieniveau en nummer wordt niet vermeld wanneer er slechts één competitie van dit niveau was.
  - Officiële eindstand Eredivisie (getal staat tussen haakjes vermeld)

Sinds de introductie van play-offwedstrijden voor Europees voetbal na afloop van de reguliere competitie in 2005/06, is de KNVB verplicht een eindstand van de Eredivisie door te geven aan de UEFA aan de hand van deze play-offwedstrijden.
Bij deze eindstand staan clubs die zich hebben gekwalificeerd voor Europees voetbal hoger dan clubs die zich niet wisten te kwalificeren. Indien er geen verschil was tussen de eindnotering en de officiële eindstand, staat dit getal niet vermeld.

- Onderafdeling

Hier staat afgekort de naam van de onderafdeling indien de club in dat jaar in een onderafdeling uitkwam. Tevens staat deze afkorting in de legenda en wordt gelinkt naar het artikel over deze onderafdeling. Deze afkorting wordt alleen vermeld wanneer de club in het verleden in verschillende onderafdelingen heeft gespeeld. Deze vermelding is in de staaf altijd in kleine letters. Deze onderafdelingen zijn na het seizoen 1995/96 afgeschaft. Heeft de club in slechts één onderafdeling gespeeld, dan is dit alleen terug te vinden in de legenda.
Onder de staaf staat het jaartal vermeld waarin het seizoen is afgesloten. 15 verwijst naar het seizoen 2014/15 of eventueel het seizoen 1914/15.
Wanneer een staaf leeg is, zijn deze gegevens niet bekend. Het kan ook zijn dat de club dat seizoen niet heeft meegespeeld op het hogere amateurniveau, vroegtijdig de competitie heeft verlaten of uit de competitie is gezet.

In het seizoen 1944/45 was er wegens de Tweede Wereldoorlog geen regulier competitievoetbal.
^Competitie nog bezig, tussenstand na 1e periode

## Erelijst
| Competitie            | Winnaar | Winnaar                     | Runner up | Runner up |
| Competitie            | Aantal  | Jaren                       | Aantal    | Jaren     |
| --------------------- | ------- | --------------------------- | --------- | --------- |
| Nationaal             |         |                             |           |           |
| Derde Klasse          | 3×      | 2002 (za), 2015, 2018 (zon) | 1×        | 2010      |
| Vierde Klasse         |         |                             | 1×        | 2007      |
| Communaal             |         |                             |           |           |
| Helders kampioenschap | 3×      | 2017, 2018, 2022            |           |           |

## Clubcultuur

### Clubliederen
Het officiële clublied van FC Den Helder is De club achter de duinen. De teksten en de melodieën zijn in 2001 geschreven en gecomponeerd door Jan Helder. Het clublied werd daadwerkelijk mogelijk gemaakt door het FC Den Helder koor en Leenderd Brutsch. Dankzij de muziekstudio Rhythm Sound is het clublied te verkrijgen op compact disc.

### Rivalen
Het ontbreekt FC Den Helder aan een echte klassieke rivaal. Onder de inwoners van Den Helder zijn sportief gezien de stadsgenoten HCSC, JVC Julianadorp en MSV Zeemacht voornamelijk de belangrijkste opponenten. Bij deze lokale derby's is er wel sprake van een gezonde rivaliteit. Andere rivalen zijn Z.A.P. en SV Kleine Sluis, omdat die hemelsbreed erg dicht bij Den Helder liggen.

## Jeugdopleiding
Naast het eerste elftal kent FC Den Helder ook een jeugdopleiding, die altijd een belangrijke rol heeft gespeeld bij de aanwinst van nieuwe spelers. De opleiding loopt van de F- tot de A-jeugd, plus de reserve-elftallen. De jeugdteams zijn wedstrijden doorgaans op de velden rondom stadion De Streepjesberg, hoewel er ook weleens op het hoofdveld wordt gespeeld.

## Overzichtslijsten

### Lijst van hoofdtrainers
Prominente trainers van de clubs die zijn opgegaan in het huidige FC Den Helder zijn onder meer Klaas Bijl, Joep Steur en de bekende Britse oefenmeesters Jack Reynolds, Bill Julian en John Leavey. Hieronder volgt een overzicht met de aangestelde hoofdtrainers van FC Den Helder:
| - Jitze Bosma (2001–2004) - Marius Privée (2004–2008) - Peter Klausener (2008–2009) - Rob Klanker (2009–2012) - Gerrit Boerman (2012–2015) - Ron van der Gracht (2015–2016) |  | - Bart Woldberg (2016) - Pascal Hamers (2016–2017) - John Dobma (2017–2020) - Pascal Hamers (2020–2022) - Ben de Visser (2022–2025) |

### Lijst van (oud-)spelers
- Klaas Bijl
- Brian Leepel
- Mitchel Michaelis
- Irakli Yegoian
- Arjan Wisse
- Jerrel Wolfgang